# 奈良原牛之助
奈良原牛之助（ならはらうしのすけ、Ushinosuke Narahara、1888年1月15日 - ?）は、明治にアメリカ合衆国に渡り現地で日本庭園作庭に活躍した作庭家。造園家。博物館学芸員。
1920年からはアメリカ自然史博物館の展示部門の職員も務め、特にアジア、北アメリカ、アフリカの哺乳類動物園のモデルであるホイットニー記念館ホール展示の仕事で有名。AMNHライブラリーに、奈良原らによって行われたNeanderthalミニチュアグループ背景画が幾つか所収されている。
夢野久作（杉山泰道）の父である国家主義者、杉山茂丸が起こした玄洋社の社員で、玄洋社の殺人鬼といわれた奈良原到の長男。久作の親友で、幼少期は父に似て乱暴者だったという。

## 経歴
東京生まれ。1909年に創設された千葉県立園芸専門学校（現在の千葉大学園芸学部）の第一期生となる。1912年同校を卒業。翌年に　福岡県粕屋郡香椎村に夢野らが父から与えられた農業土地、通称「杉山農園」で指導。農園は玄洋社元員の子弟ら集まった多くの青年らは大部分が農業の経験がなく、また親たちが日本の指導者階級であったため生活に苦しんだことのない職も何もなく過ごす茂丸からの金で毎日ブラブラしていた連中で、軟弱になるのを防ぐため、一種の修養農場として開いたものだという。茂丸門下の牛之助はこうして農業・果樹栽培の経営を始めるが、杉山農園の開拓は思うにまかせてであったという。
翌年杉山農園を去り、アメリカに渡る。その当時アメリカ中部地方で日本庭園の築庭を業としていた大塚太郎を助けて従業した。大塚はこれより数年早く渡米した高知県人で、同地では庭園家ではなく鉱山師、石材を広く扱っているうち、いつとはなしに庭の石組に興味を持ち護岸石組、庭池などの築造を始め、のち朱塗欄杆の太鼓橋、朱塗鳥居、石燈籠、枝垂柳の類を狭い区域に配置して喜ばれた。大正初期1910年代のアメリカの通俗園芸、住宅の雑誌にT. OTSUKAとして築庭の三行広告の載っているのが多くみられるという。こわるるままに日本庭園を素人流につくっていたがこれらの大塚式工法を改め、やや本格的な日本式庭園に進歩させたのが奈良原でもある。
1920年から1943年まではアメリカ自然史博物館の展示部門の職員を務めていた。経緯は第一次世界大戦にアメリカが参加し、欧州に出兵時に日本人として米国義勇軍に志願兵となって出征。主としてパリに駐在、憲兵の軍務に尽くしたというが在仏中、きわめて親しくなった軍医がおり、そこで病気と申立てこの医官の計いで幸運にも早く帰休の恩典に浴したという。帰米ののち参戦の挙を高く政府に評価され、永久米国市民権を付与され、ニューヨーク博物館標本部勤務の職を得、終身職の栄を得た。築庭などの業は必要なく、同市に単身居住し、株の取引を唯一の楽しみとしていた。
大正十年の夏に渡米して元を訪れた同い年の上原敬二は、公園の調査などで一日を費した後、毎夕食事を殆どともにし、滞仏中の話、築庭の昔話、鏡校長の築庭法の批判などを語り合った。上原によると、彼は渡米後一度も帰国せず、家庭も持たず、1980年前後にニューヨークで亡くなった。

### 典拠
- 杉山竜丸・夢野久作（1976）わが父・夢野久作：三一書房
- 杉山竜丸・夢野久作（1995）夢野久作著作集 5 近世快人伝：葦書房
- 夢野久作（1992）夢野久作全集　11巻　近世快人伝ほか：ちくま文庫　筑摩書房
- 山本巖（1986）夢野久作の場所：葦書房
- 鶴見俊輔（2001）鶴見俊輔集・続：筑摩書房
- 馬場 菜生・鈴木 誠（2006）庭園協会設立と機関誌「庭園」が果たした役割： 日本庭園学会誌 / 2006 巻 (2006) 14-15 号
- 野田美鴻（1992）杉山茂丸伝: もぐらの記録：島津書房
- 上原敬二（1983）「この目で見た造園発達史」：この目で見た造園発達史刊行会
- フォーNet：2015年7月号